# توکلی‌تپه
تولکی تپه در شهرستان خدابنده، بخش سجاسرود، روستای ارقین واقع شده و این اثر در تاریخ ۷ مهر ۱۳۸۱ با شمارهٔ ثبت ۶۲۰۷ به‌عنوان یکی از آثار ملی ایران به ثبت رسیده است.